# Campeonato Mundial 2025-26 de Fórmula E
El Campeonato Mundial de Fórmula E de 2025-26 será la 12.ª temporada del Campeonato Mundial de Fórmula E de la historia. Será organizada por la Federación Internacional del Automóvil (FIA).

## Equipos y pilotos
| Equipo                | Unidad de potencia | Unidad de potencia | N.º | Pilotos        | Siglas |
| --------------------- | ------------------ | ------------------ | --- | -------------- | ------ |
| Nissan Formula E Team | Nissan             | Por anunciar       | 1   | Oliver Rowland | ROW    |
| Nissan Formula E Team | Nissan             | Por anunciar       | 17  | Norman Nato    | NAT    |

### Cambios de pilotos
- Nick Cassidy anunció su marcha de Jaguar una vez finalizada la temporada anterior.[2]

### Cambios de equipos
- McLaren abandonó la Fórmula E para centrarse en su proyecto para ingresar al Campeonato Mundial de Resistencia de la FIA en 2027.[3]

## Calendario
El 10 de junio de 2025 se anunció el calendario que tiene como principal novedad la inclusión del e-Prix de Madrid, que se disputará en el circuito del Jarama. El e-Prix de Miami, cambia de sede del Homestead-Miami Speedway al Autódromo Internacional de Miami.
| Carrera | e-Prix                        | Circuito                                           | Fecha          |
| 2025    | 2025                          | 2025                                               | 2025           |
| ------- | ----------------------------- | -------------------------------------------------- | -------------- |
| 1       | e-Prix de São Paulo           | Circuito callejero de São Paulo, São Paulo         | 6 de diciembre |
| 2026    |                               |                                                    |                |
| 2       | e-Prix de la Ciudad de México | Autódromo Hermanos Rodríguez, Ciudad de México     | 10 de enero    |
| 3       | e-Prix de Miami               | Autódromo Internacional de Miami, Miami Gardens    | 31 de enero    |
| 4       | e-Prix de Yeda                | Circuito de la Corniche de Yeda, Yeda              | 13 de febrero  |
| 5       | e-Prix de Yeda                | Circuito de la Corniche de Yeda, Yeda              | 14 de febrero  |
| 6       | e-Prix de Madrid              | Circuito del Jarama, Madrid                        | 21 de marzo    |
| 7       | e-Prix de Berlín              | Circuito del aeropuerto Berlín-Tempelhof, Berlín   | 2 de mayo      |
| 8       | e-Prix de Berlín              | Circuito del aeropuerto Berlín-Tempelhof, Berlín   | 3 de mayo      |
| 9       | e-Prix de Mónaco              | Circuito de Mónaco, Montecarlo                     | 16 de mayo     |
| 10      | e-Prix de Mónaco              | Circuito de Mónaco, Montecarlo                     | 17 de mayo     |
| 11      | Por anunciar                  | Por anunciar                                       | 30 de mayo     |
| 12      | Por anunciar                  | Por anunciar                                       | 20 de junio    |
| 13      | e-Prix de Shanghái            | Circuito Internacional de Shanghái, Shanghái       | 4 de julio     |
| 14      | e-Prix de Shanghái            | Circuito Internacional de Shanghái, Shanghái       | 5 de julio     |
| 15      | e-Prix de Tokio               | Circuito callejero de Tokio, Tokio                 | 25 de julio    |
| 16      | e-Prix de Tokio               | Circuito callejero de Tokio, Tokio                 | 26 de julio    |
| 17      | e-Prix de Londres             | Circuito del centro de exposiciones ExCeL, Londres | 15 de agosto   |
| 18      | e-Prix de Londres             | Circuito del centro de exposiciones ExCeL, Londres | 16 de agosto   |
| Fuente: |                               |                                                    |                |